# Isotope naturel
Élément naturel, nucléide naturel
Cet article court présente un sujet plus développé dans : Nucléides présents dans l'environnement.
Un élément naturel, un isotope naturel ou un nucléide naturel est en principe un élément, un isotope ou un nucléide présent dans la nature, par opposition à ceux qui sont créés par les activités humaines (synthèse dans les accélérateurs de particules ou dans les explosions nucléaires). En pratique on restreint cette définition à la présence naturelle sur Terre (le technétium, par exemple, n'est pas considéré comme un élément naturel, bien que sa présence ait été détectée dans l'atmosphère de certaines étoiles).
| - Hélium liquide. L'hélium a d'abord été détecté dans l'atmosphère solaire mais il a depuis été retrouvé dans l'environnement terrestre : c'est un élément naturel. - Technétium solide. Le technétium a été détecté dans l'atmosphère des géantes rouges mais pas sur Terre : ce n'est pas un élément naturel. - Anneau de plutonium électroraffiné de qualité militaire. Le plutonium a été présent sur Terre lors de sa formation mais il a disparu : c'est un élément primordial mais pas un élément naturel. |

Les éléments, isotopes et nucléides naturels ne sont pas nécessairement stables ou radioactifs de très longue demi-vie. L'uranium 234, par exemple, radioactif de demi-vie 2,455(6) × 105 ans (bien inférieure à l'âge de la Terre, 4,54(1) × 109 ans), est présent dans l'uranium naturel en raison de sa production en permanence par décroissance radioactive de l'uranium 238. De même le carbone 14, de demi-vie 5 730 ± 40 ans, est produit en permanence dans la stratosphère par réaction des rayons cosmiques avec l'azote 14.